# Marengo (Iowa)
Marengo é uma cidade localizada no estado americano de Iowa, no Condado de Iowa.

## Demografia
Segundo o censo americano de 2000, a sua população era de 2535 habitantes.
Em 2006, foi estimada uma população de 2554, um aumento de 19 (0.7%).

## Geografia
De acordo com o United States Census Bureau tem uma área de
5,6 km², dos quais 5,4 km² cobertos por terra e 0,2 km² cobertos por água. Marengo localiza-se a aproximadamente 225 m acima do nível do mar.

## Localidades na vizinhança
O diagrama seguinte representa as localidades num raio de 20 km ao redor de Marengo.